# 강구중학교 축구부
강구중학교 축구부는 경상북도 영덕군에 위치한 강구중학교의 축구부이다.

## 출신 선수
김진규

## 같이 보기
- 강구중학교